# Margaretville (New York)
Margaretville est un village situé dans le comté de Delaware, dans l'État de New York, aux États-Unis,. En 2010, elle comptait une population de 596 habitants, estimée au 1er juillet 2019 à 546 habitants.

## Démographie
Lors du recensement de 2010, le village comptait une population de 596 habitants. Elle est estimée, en 2019, à 546 habitants.